# Future My Love
Future My Love är en svensk-brittisk dokumentärfilm från 2013 i regi av Maja Borg.
Filmen skildrar konsumtionssamhället och förutsättningarna för att i framtiden leva i ett hållbart samhälle. Filmen skildrar även  The Venus Project där grundaren och futuristen Jacque Fresco anser att vi redan idag har förmågan och den teknologiska kunskapen att bygga just ett sådant samhälle.
Future My Love producerades av Borg, Sonja Henrici och Lisbet Gabrielsson och fotades av Borg och Minttu Mantynen. Filmen hade premiär den 25 januari 2013 på Göteborgs filmfestival och hade biopremiär 31 maj 2013 på Bio Regina i Östersund. Den nominerades till The Michael Powell Award på Edinburgh International Film Festival 2012.